# نيو بوستون (أوهايو)
نيو بوستون (بالإنجليزية: New Boston, Ohio)‏ هي منطقة سكنية تقع في الولايات المتحدة في مقاطعة سياتو، أوهايو. يقدر عدد سكانها بـ 2,272 نسمة ومساحتها 2.95 كم2 وترتفع عن سطح البحر 156 متر.

## التركيبة السكانية
قام مكتب تعداد الولايات المتحدة بتحديد بيانات التركيبة السكانية لنيو بوستون في تعداد الولايات المتحدة. في ما يلي، التركيبة السكانية حسب تعدادي 2000 و2010.

### تعداد عام 2000
بلغ عدد سكان نيو بوستون 2,340 نسمة بحسب تعداد عام 2000، وبلغ عدد الأسر 1,106 أسرة وعدد العائلات 572 عائلة مقيمة في القرية. في حين سجلت الكثافة السكانية 2,114.4 نسمة لكل ميل مربع (816.4/كم2). وبلغ عدد الوحدات السكنية 1,248 وحدة بمتوسط كثافة قدره 1,127.7 نسمة لكل ميل مربع (435.4/كم2).
وتوزع التركيب العرقي للقرية بنسبة 97.74% من البيض و 0.34% من الأمريكيين الأصليين و 0.09% من الأمريكيين ذوي الأصول الآسيوية و 0.13% من الأمريكيين الأفارقة و 1.50% من عرقين مختلطين أو أكثر.
بلغ عدد الأسر 1,106 أسرة كانت نسبة 24.4% منها لديها أطفال تحت سن الثامنة عشر تعيش معهم، وبلغت نسبة الأزواج القاطنين مع بعضهم البعض 29.0% من أصل المجموع الكلي للأسر، ونسبة 19.9% من الأسر كان لديها معيلات من الإناث دون وجود شريك، وكانت نسبة 48.2% من غير العائلات. تألفت نسبة 44.1% من أصل جميع الأسر من أفراد ونسبة 24.3% كانوا يعيش معهم شخص وحيد يبلغ من العمر 65 عاماً فما فوق. وبلغ متوسط حجم الأسرة المعيشية 2.87، أما متوسط حجم العائلات فبلغ 2.06.
بلغ العمر الوسطي للسكان 39 عاماً. وكانت نسبة 23.4% من القاطنين تحت سن الثامنة عشر، وكانت نسبة 9.9% بين الثامنة عشر والأربعة وعشرون عاماً، ونسبة 23.3% كانت واقعةً في الفئة العمرية ما بين الخامسة والعشرون حتى والأربعة وأربعون عاماً، ونسبة 21.9% كانت ما بين الخامسة والأربعون حتى الرابعة والستون، ونسبة 21.5% كانت ضمن فئة الخامسة والستون عاماً فما فوق. يوجد لكل 100 أنثى 70.1 ذكر، ويوجد لكل 100 أنثى في الثامنة عشر من عمرها فما فوق 62.9 ذكر.
بلغ متوسط دخل الأسرة في القرية 15,861 دولار، أما متوسط دخل العائلة فبلغ 25,036 دولار. وكان متوسط دخل الذكور 23,158 دولار مقابل 19,044 دولار للإناث. وسجل دخل الفرد الخاص بالقرية 13,810 دولار. وكانت نسبة 28.2% من العائلات ونسبة 32.2% من السكان تحت خط الفقر، وكان من هؤلاء نسبة 41.9% تحت سن الثامنة عشر ونسبة 24.0% في الخامسة والستين من العمر وما فوق.

### تعداد عام 2010
بلغ عدد سكان نيو بوستون 2,272 نسمة بحسب تعداد عام 2010، وبلغ عدد الأسر 1,065 أسرة وعدد العائلات 537 عائلة مقيمة في القرية. في حين سجلت الكثافة السكانية 2,046.8 نسمة لكل ميل مربع (790.3/كم2). وبلغ عدد الوحدات السكنية 1,173 وحدة بمتوسط كثافة قدره 1,056.8 لكل ميل مربع (408.0/كم2).
وتوزع التركيب العرقي للقرية بنسبة 96.0% من البيض و 0.3% من الأمريكيين الأصليين و 0.3% من الأمريكيين ذوي الأصول الآسيوية و 1.1% من الأمريكيين الأفارقة و 2.1% من عرقين مختلطين أو أكثر.
بلغ عدد الأسر 1,065 أسرة كانت نسبة 27.8% منها لديها أطفال تحت سن الثامنة عشر تعيش معهم، وبلغت نسبة الأزواج القاطنين مع بعضهم البعض 26.4% من أصل المجموع الكلي للأسر، ونسبة 19.5% من الأسر كان لديها معيلات من الإناث دون وجود شريك، بينما كانت نسبة 4.5% من الأسر لديها معيلون من الذكور دون وجود شريكة وكانت نسبة 49.6% من غير العائلات. تألفت نسبة 44.9% من أصل جميع الأسر من أفراد ونسبة 20.9% كانوا يعيش معهم شخص وحيد يبلغ من العمر 65 عاماً فما فوق. وبلغ متوسط حجم الأسرة المعيشية 2.91، أما متوسط حجم العائلات فبلغ 2.08.
بلغ العمر الوسطي للسكان 40.3 عاماً. وكانت نسبة 22.7% من القاطنين تحت سن الثامنة عشر، وكانت نسبة 8.2% بين الثامنة عشر والأربعة وعشرون عاماً، ونسبة 23.2% كانت واقعةً في الفئة العمرية ما بين الخامسة والعشرون حتى والأربعة وأربعون عاماً، ونسبة 26.3% كانت ما بين الخامسة والأربعون حتى الرابعة والستون، ونسبة 19.5% كانت ضمن فئة الخامسة والستون عاماً فما فوق. وتوزع التركيب الجنسي للسكان بنسبة 45.8% ذكور و54.2% إناث.

## معرض صور

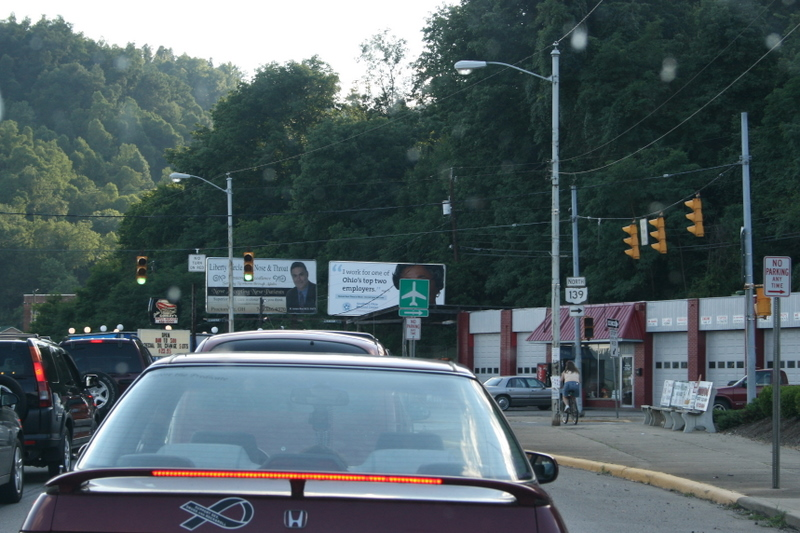
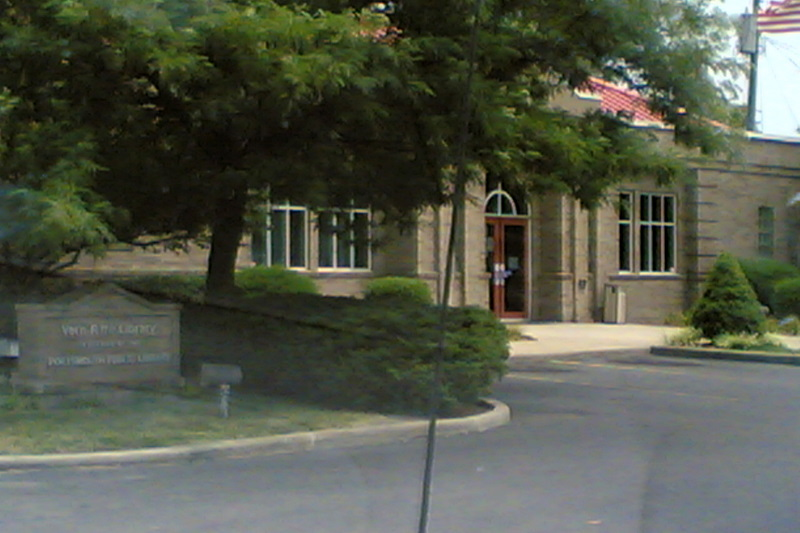
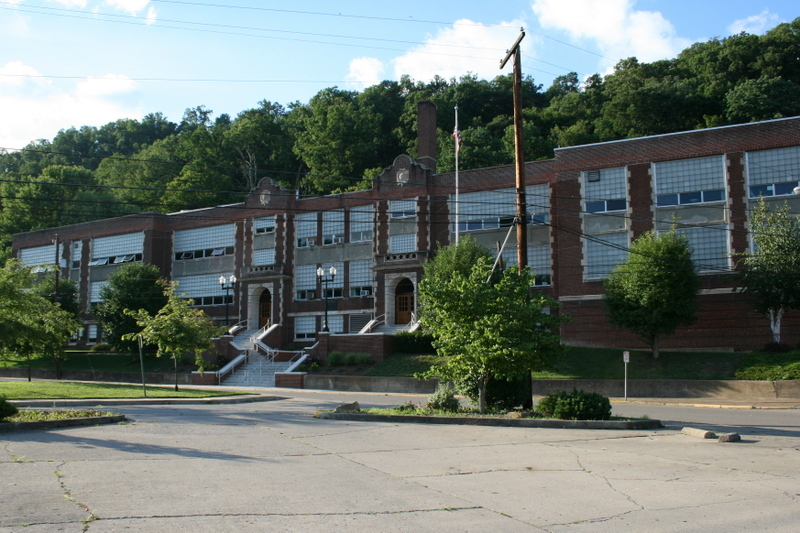